# Soul Eater (manga)
Soul Eater (Nhật: ソウルイーター Hepburn: Sōru Ītā) là một bộ manga Nhật Bản được viết và minh họa bởi Ōkubo Atsushi. Lấy bối cảnh tại "Trường đào tạo Meisters và Weapon do Tử thần thành lập", sê-ri xoay quanh ba đội, mỗi đội gồm một người điều khiến vũ khí (meister) và (ít nhất một) vũ khí có thể biến thành hình người. Nhiệm vụ của họ là thu thập đủ 99 linh hồn xấu xa và 1 linh hồn phù thủy để biến vũ khí thành "Lưỡi hái Tử thần" (Death Scythe) có thể sử dụng được bởi hiệu trưởng học viện Shinigami; nếu không, họ buộc phải bắt đầu lại từ đầu. Bộ manga được xuất bản bởi Square Enix và được phát hành lần đầu tiên vào năm 2003 thành 3 one-shot riêng biệt; hai bản đầu tiên được xuất bản trong hai phiên bản đặc biệt của Gangan Powered và bản còn lại trong Gangan Wing. Bộ manga sau đó được đăng theo kỳ trên tạp chí Monthly Shōnen Gangan của Square Enix từ tháng 5 năm 2004 đến tháng 8 năm 2013.
Một anime truyền hình dài tập dài 51 tập do Bones sản xuất được phát sóng tại Nhật Bản trên TV Tokyo từ tháng 4 năm 2008 đến tháng 3 năm 2009. Bộ này cũng đã tạo ra một CD drama, một artbook và ba trò chơi video. Một loạt manga spin-off, có tựa đề Soul Eater Not!, đã được đăng theo kỳ trên Monthly Shounen Gangan từ tháng 1 năm 2011 đến tháng 11 năm 2014.
Bộ manga đã được Yen Press cấp phép phân phối ở Bắc Mỹ. Bản dịch tiếng Anh của Soul Eater đã được đăng trên tạp chí tuyển tập manga Yen Plus bắt đầu từ tháng 7 năm 2008, và tập manga đầu tiên được phát hành vào tháng 10 năm 2009. Anime đã được cấp phép bởi Funimation.
Bộ manga Soul Eater đã có 19,6 triệu bản lưu hành vào tháng 7 năm 2019. Cả hai bộ manga và anime đều được đón nhận rộng rãi, đặc biệt là phong cách nghệ thuật và bối cảnh Gothic viễn tưởng, thường được các nhà phê bình so sánh với các tác phẩm của Tim Burton như The Nightmare Before Christmas. Tuy nhiên, sê-ri đã bị chỉ trích vì sử dụng fanservice và sự tương đồng với các sê-ri shounen khác.

## Tóm tắt

### Bối cảnh

Trường đào tạo Meisters và Weapon do Tử thần thành lập

Soul Eater được đặt ở Trường đào tạo Meisters và Weapon do Tử thần thành lập (Nhật: 死神武器職人専門学校 Hepburn: Shinigami Buki Shokunin Senmon Gakkō) gọi tắt là Shibusen (死武専) — tọa lạc ở thành phố giả tưởng Death City  ở Nevada, Hoa Kỳ. Trường được điều hành bởi Shinigami, còn được biết đến là Tử thần, là cơ sở đào tạo cho con người với khả năng biến thành vũ khí, cũng như người sử dụng những vũ khí đó, được gọi là meister (職人 shokunin).  Học sinh của trường bao gồm Maka Albarn và lưỡi hái của cô, Evans Soul Eater; sát thủ Black Star và cộng sự Nakatsukasa Tsubaki, người có thể biến thành nhiều loại vũ khí ninja khác nhau; và con trai của Shinigami, Death the Kid cùng với cặp súng lục của cậu, Liz và Patty Thompson. Mục tiêu của các meister ở trường là để vũ khí của họ hấp thụ linh hồn của 99 linh hồn xấu xa và một linh hồn phù thủy, làm cường hóa đáng kể sức mạnh của vũ khí và biến chúng thành "lưỡi hái tử thần" có thể sử dụng được bởi Shinigami.

### Cốt truyện
Maka cùng Soul Eater giao chiến với phù thủy Medusa, kẻ đã ép buộc Crona, con gái của bà và cũng đồng thời là meister của thanh quỷ kiếm Ragnarok thu thập linh hồn của người bình thường để có thể biến đổi thành kishin (鬼神), một loại ác thần. Medusa và đoàn quân của bà tấn công vào Shibusen để hồi sinh Asura, kishin đầu tiên suýt khiến cả thế giới chìm trong điên loạn trước khi bị Shinigami phong ấn dưới lòng Shibusen. Bất chấp những nỗ lực của đội Maka, Black Star và Death the Kid, nhóm của Medusa vẫn hồi sinh thành công Asura, kẻ sau đó đã khởi hành để gây hỗn loạn khắp thế giới một sau trận chiến ngắn ngủi với Shinigami. Medusa dường như bị giết bởi meister cũng đồng thời là giáo viên của Shibusen, Franken Stein. Crona đầu hàng trước Shibusen và ghi danh vào trường.
Do ảnh hưởng của sự điên cuồng lan rộng của Asura, người chị em Arachne của Medusa đã trốn ra ngoài và cải tổ lại tổ chức của mình, Arachnophobia, một mối đe dọa nghiêm trọng tới Shibusen. Shinigami kêu gọi những lưỡi hái tử thần từ khắp nơi trên thế giới để hỗ trợ trong cuộc chiến chống lại Arachnophobia. Trong thời gian này, Medusa xuất hiện trở lại với linh hồn chiếm hữu cơ thể của một cô gái trẻ và giao kết một thỏa thuận đình chiến với Shibusen để họ có thể tiêu diệt Arachnophobia cùng nhau. Các học sinh của Shibusen và đoàn tùy tùng của Medusa xâm nhập vào trụ sở của Arachnophobia. Việc Maka giết chết Arachne hóa ra là một phần trong kế hoạch của Medusa để chiếm hữu cơ thể của Arachne, tẩy não Crona và phản bội cả Shibusen. Trong khi đó, Death the Kid bị bắt bởi Noah, một công trình nhân tạo được tạo ra từ Sách Eibon. Theo đó, Maka sử dụng linh hồn của Arachne để biến Soul Eater thành lưỡi hái tử thần. Bộ đôi này trở thành một phần của đơn vị meister mới thành lập, Spartoi cùng với những người bạn của họ, những người giải cứu Death the Kid và đánh bại Noah.
Crona tái xuất hiện tại một thành phố ở Nga, phá hủy nó và lưỡi hái tử thần cư ngụ tại đó, trước khi bị Medusa kích động khiến cô giết chết bà và bị điên loạn lấn át. Maka được Shinigami giao nhiệm vụ săn lùng Crona. Trong khi tìm kiếm Crona bằng năng lực của mình, cô vô tình phát hiện vị trí của Asura trên mặt trăng. Shibusen phát động một cuộc tấn công lên mặt trăng để đánh bại Asura, được hỗ trợ bởi các phù thủy sau khi Death the Kid thuyết phục họ thành lập một liên minh tạm thời. Trong trận chiến, Crona hấp thụ cơ thể của Asura trước khi bị hắn chiếm giữ. Maka, Black Star và Death the Kid cuối cùng cũng khôi phục sự tỉnh táo của Crona và đánh bại Asura bằng cách phong ấn hắn trên mặt trăng bằng máu của chính mình. Crona sẵn sàng ở lại với Asura để giam cầm hắn và Maka thề sẽ giải cứu Crona. Các lực lượng shibusen trở về Trái đất, nơi Death the Kid trở thành Shinigami mới sau khi cha mình qua đời và thiết lập một hiệp ước hòa bình với các phù thủy.

## Sản xuất
Sau khi kết thúc loạt manga đầu tiên của mình, B.Ichi, Ōkubo Atsushi đã tạo ra một one-shot là "Soul Eater" được xuất bản trên Gangan Powered. Độc giả Nhật Bản đã bị cuốn hút bởi nó nên  Ōkubo đã tạo ra hai one-shot khác có tên là "Black Star" và "Death the Kid". Khi đạt được kết quả cao, biên tập viên của Gangan Comics đã yêu cầu Ōkubo tạo ra một bộ truyện từ những   one-shot đã trở thành chương giới thiệu cho Soul Eater.
Trong một cuộc phỏng vấn, Ōkubo tuyên bố rằng bộ truyện được lấy cảm hứng rất nhiều từ những ý tưởng từ hoạt hình của Tim Burton và các khái niệm từ Harry Potter. Ōkubo cũng tuyên bố rằng ông đã tạo ra hình tượng anh hùng chính (hoặc nữ anh hùng) của bộ truyện là Maka, một nhân vật nữ trái ngược với hình tượng anh hùng nam truyền thống thường được tìm thấy trong hầu hết các shōnen manga. Ông cũng cho biết tiêu đề của sê-ri, Soul Eater, được dùng để chỉ Asura và ham muốn nuốt chửng linh hồn vô tội của hắn, chứ không phải nói đến nhân vật Evans Soul. Ōkubo đã giải thích rằng, khi ông bắt đầu Soul Eater, ông đã có cốt truyện và chi tiết như Shibusen được hình thành đầy đủ và chia sẻ với các biên tập viên của mình. Ông nghĩ rằng có quá nhiều manga có những nhân vật được phát triển qua những đoạn hồi tưởng, điều mà ông cho là quá phức tạp. Do đó, ông quyết định phát triển các nhân vật của mình tập trung nhiều hơn vào hiện tại thay vì đề cập đến quá khứ của họ và tập trung vào "hành động và động lực" để ông có thể "viết tự do".

## Phương tiện truyền thông

### Manga
Soul Eater được viết và minh họa bởi Ōkubo Atsushi. Bộ manga bắt đầu dưới dạng ba one-shot riêng biệt được xuất bản từ ngày 24 tháng 6 năm 2003 đến ngày 26 tháng 11 năm 2003 trên hai tạp chí truyện tranh được xuất bản bởi Square Enix: One-shot đầu tiên, "Soul Eater" được xuất bản vào mùa hè năm 2003 đặc biệt của Gangan Powered. One-shot thứ hai, "Black Star", được xuất bản trong ấn bản đặc biệt mùa thu 2003 của cùng một tạp chí. One-shot thứ ba và cuối cùng, "Death the Kid" đã được xuất bản trong số 1 năm 2004 của Gangan Wing. Bộ manga được xuất bản trên tạp chí manga Monthly Shōnen Gangan của Square Enix giữa số ra tháng 6 năm 2004 được xuất bản vào ngày 12 tháng 5 năm 2004 và số ra tháng 9 năm 2013 được xuất bản vào ngày 12 tháng 8 năm 2013. Square Enix đã biên soạn bộ truyện thành 25 tập tankōbon được phát hành dưới ấn hiệu Gangan Comics của họ tại Nhật Bản từ ngày 22 tháng 6 năm 2004 đến ngày 12 tháng 12 năm 2013. Square Enix đã tái bản bộ truyện với tên Soul Eater: Perfect Edition thành mười bảy tập. Tập đầu tiên được xuất bản vào ngày 12 tháng 7 năm 2019, và tập cuối vào ngày 12 tháng 3 năm 2020.
Bộ manga đã được Yen Press cấp phép phát hành bằng tiếng Anh ở Bắc Mỹ. Bộ manga ban đầu được xuất bản trên tạp chí tuyển tập Yen Plus; số ra đầu tiên được bán vào ngày 29 tháng 7 năm 2008. Tập tiếng Anh đầu tiên của manga được xuất bản vào ngày 27 tháng 10 năm 2009. Tập cuối cùng được xuất bản vào ngày 24 tháng 3 năm 2015. Vào tháng 7 năm 2019, Square Enix đã công bố bản phát hành tiếng Anh của Soul Eater: Perfect Edition. Tập đầu tiên sẽ được phát hành vào ngày 28 tháng 7 năm 2020.
Một bộ manga khác bên lề với bộ chính, có tựa đề Soul Eater Not! (ソウルイーターノット! Sōru Ītā Notto!) bắt đầu được đăng trong số ra tháng 2 năm 2011 của Monthly Shōnen Gangan công bố vào ngày 12 tháng 1 năm 2011. Bộ truyện kết thúc vào ngày 10 tháng 11 năm 2014. Năm tập tankōbon được phát hành từ ngày 22 tháng 9 năm 2011 đến ngày 22 tháng 12 năm 2014. Soul Eater Not! đã được cấp phép bởi Yen Press ở Bắc Mỹ. Năm tập đã được xuất bản từ ngày 24 tháng 7 năm 2012 đến ngày 4 tháng 8 năm 2015.

### CD Drama
Một CD drama được phát hành vào ngày 31 tháng 8 năm 2005 bởi Square Enix có tựa đề Soul Eater (Vol. 1): Special Social Studies Field Trip (ソウルイーター(Vol.1)特別社会科見学 Sōru Ītā (Vol. 1) Tokubetsu Shakaika Kengaku). CD đi kèm với một cuốn sách artbook và một kịch bản của cuộc đối thoại CD. Trong số các diễn viên được sử dụng cho CD drama, chỉ có nữ diễn viên lồng tiếng của nhân vật Black Star Kobayashi Yumiko được giữ lại cho dàn diễn viên lồng tiếng anime.

### Loạt anime
Một bộ anime chuyển thể dài 51 tập được đạo diễn bởi Igarashi Takuya và được sản xuất bởi Bones, Aniplex, Dentsu, Media Factory, và TV Tokyo; Bones và Aniplex chịu trách nhiệm cho khâu hoạt hình và sản xuất âm nhạc tương ứng. Tác giả kịch bản là Yamatoya Akatsuki, người đã tạo ra câu chuyện cho anime dựa trên ý tưởng gốc của Ōkubo Atsushi. Thiết kế nhân vật được lãnh đạo bởi Ito Yoshiyuki, với chỉ đạo nghệ thuật tổng thể bởi Nakamura Norifumi. Thiết kế ý tưởng của anime được thực hiện bởi Aramaki Shinji.
Các tập phim được phát sóng trên TV Tokyo từ ngày 7 tháng 4 năm 2008 đến ngày 30 tháng 3 năm 2009 và hai phim hoạt hình đặc biệt được phát sóng vào ngày 29 tháng 5 đến ngày 1 tháng 6 năm 2008  Các tập phim được phát sóng vào những ngày sau đó trên TV Aichi, TV Hokkaido, TV Osaka, TV Setouchi và TVQ Kyushu Broadcasting Co. Bộ phim được phát sóng thường xuyên vào thứ Hai lúc 6:00 tối trên TV Tokyo. Trang web chính thức của Nhật Bản của bộ anime Soul Eater đã thông báo rằng mỗi tập sẽ được phát sóng thành hai phiên bản: phiên bản thứ Sáu thông thường vào lúc 6:00 tối và phiên bản Soul Eater late show đêm khuya. Cảnh quay đặc biệt đã được thêm vào lúc bắt đầu và kết thúc ở khoảng nghỉ quảng cáo; bản xem trước tập tiếp theo khác với phiên bản thông thường. Chương trình phát sóng kép của loạt phim được quảng cáo là "chương trình phát sóng cộng hưởng vào buổi tối và đêm khuya đầu tiên trên thế giới". Thuật ngữ "cộng hưởng" dùng để chỉ một khái niệm câu chuyện trong đó các nhân vật, như nữ anh hùng Maka và vũ khí cộng sự của cô, Evans Soul Eater, đạt được sức mạnh tối đa bằng cách cộng hưởng linh hồn của họ. Tập tổng hợp DVD đầu tiên được phát hành vào ngày 22 tháng 8 năm 2008 với ba tập đầu tiên. Tập hợp biên dịch DVD thứ hai được phát hành vào ngày 25 tháng 9 năm 2008 với các tập từ bốn đến bảy. Mỗi tập DVD được phát hành trong khoảng thời gian hàng tháng. Bộ phim được phát sóng lại bởi TV Tokyo với tựa đề Soul Eater: Repeat Show (ソウルイーター リピートショー Sōru Ītā Ripīto Shō)  vào ngày 30 tháng 9 năm 2010, với các chủ đề mở đầu và kết thúc mới. Media Factory và Kadokawa đã mang hai bộ hộp blu-ray trước đó lại với nhau thành một bộ được phát hành vào ngày 26 tháng 2 năm 2014.
Ở Bắc Mỹ, anime đã được Funimation cấp phép, phát hành bộ này trong bốn bộ hộp DVD nửa mùa bắt đầu với tập đầu tiên vào tháng 2 năm 2010  Anime đã ra mắt truyền hình Bắc Mỹ khi phát sóng trên Funimation Channel vào ngày 6 tháng 9 năm 2010  Nó cũng được phát sóng trên khối Toonami của Adult Swim từ ngày 17 tháng 2 năm 2013.
MTV Portugal công chiếu Soul Eater vào ngày 1 tháng 2 năm 2010. Tại Philippines, Soul Eater được phát sóng trong phiên bản tiếng Tagalog qua kênh truyền hình cáp Hero từ tháng 4 đến tháng 6 năm 2010. Nó được phát sóng ở Ý vào ngày 4 tháng 4 năm 2010 đến ngày 8 tháng 9 năm 2011.

### Trò chơi điện tử
Ba trò chơi video Soul Eater đã được sản xuất. Đầu tiên, Soul Eater: Monotone Princess (ソウルイーター モノトーン プリンセス Sōru Ītā Monotōn Purinsesu) là trò chơi video hành động-phiêu lưu dành riêng cho các Wii và phát triển bởi Square Enix với Bones. Nó được phát hành vào ngày 25 tháng 9 năm 2008 tại Nhật Bản. Hai nhân vật xuất hiện trong trò chơi, Grimoire (グリモア Gurimoa)  và Ponera (ポネラ), là những nhân vật gốc được thiết kế bởi tác giả Atsushi kubo; Ponera là Công chúa Monotone danh nghĩa và Grimoire được biết đến với cái tên Noah trong manga. Một bản nhạc có tên là Shibusen's Treasure "Campus Broadcast Music Complete Works" (死武専秘蔵「校内放送楽曲大全」)  đã được phát hành dưới dạng CD thưởng trước khi đặt hàng. Trò chơi này chỉ tương thích với các hệ thống Wii của Nhật Bản.
Trò chơi thứ hai, Soul Eater: Plot of Medusa (ソウルイーター メデューサの陰謀 Sōru Ītā Medyūsa no Inbō), là một trò chơi hành động được sản xuất bởi Namco Bandai Games cho Nintendo  Mặc dù được tạo ra bởi hai công ty khác nhau, nhưng có những điểm tương đồng giữa trò chơi Nintendo Wii và trò chơi Nintendo DS. Đây là một game hack-and-slash góc nhìn người thứ ba.
Trò chơi thứ ba, Soul Eater: Battle Resonance (ソウルイーター バトルレゾナンス Sōru Ītā Batoru Rezonansu) là một game đối kháng được phát triển bởi BEC và sản xuất bởi Namco Bandai Games cho PlayStation 2 và PlayStation Portable, và được phát hành vào ngày 29 tháng 1 năm 2009. Trò chơi này theo cốt truyện của 24 tập đầu tiên của bộ anime và cho phép người chơi tham gia vào quá trình huấn luyện và chiến đấu với các nhân vật trải nghiệm trực tiếp. Cùng với trang phục và vật phẩm mới, người chơi được trải nghiệm tâm trí và tủ quần áo của từng nhân vật có thể chơi được.

### Âm nhạc
Sáu bản nhạc chủ đề được sử dụng cho các tập phim: hai chủ đề mở đầu và bốn chủ đề kết thúc. Chủ đề mở đầu là "Resonance" được thể hiện bởi T.M.Revolution trong 30 tập đầu tiên và đĩa đơn được phát hành vào ngày 11 tháng 6 năm 2008. Chủ đề mở đầu thứ hai là "Papermoon" được thể hiện bởi Tommy Heavenly 6 từ tập 31 trở đi; đĩa đơn được phát hành vào ngày 10 tháng 12 năm 2008 bởi Defstar Records. Chủ đề kết thúc đầu tiên là "I Wanna Be" được thực hiện bởi Stance Punks trong 13 tập đầu tiên và 51 tập; đĩa đơn được phát hành vào ngày 4 tháng 6 năm 2008. Chủ đề kết thúc thứ hai là "Style" được thực hiện bởi Kana Nishino từ tập 14 đến 26; đĩa đơn được phát hành vào ngày 13 tháng 8 năm 2008 bởi Sony Music Entertainment Japan. Chủ đề kết thúc thứ ba là "Bakusō Yume Uta" (爆走夢歌) được thực hiện bởi Diggy-Mo của Soul'd Out từ tập 27 đến 39; đĩa đơn được phát hành vào ngày 26 tháng 11 năm 2008 bởi Sony Music Entertainment Japan. Chủ đề kết thúc cuối cùng là "Strength" của Abingdon Boys School từ tập 40 đến tập 50; đĩa đơn được phát hành vào ngày 25 tháng 2 năm 2009. Việc phát sóng lại anime có hai chủ đề mở đầu và kết thúc. Phần mở đầu tiên là "Counter Identity" của Unison Square Garden, được phát hành vào mùa thu năm 2010 và kết thúc đầu tiên là "Ao no Kaori" (碧の香り) của Makino Yui, phát hành vào ngày 10 tháng 11 năm 2010. Phần mở đầu thứ hai là "Ai ga Hoshii yo" (愛がほしいよ)  của Tsuji Shion, được phát hành vào ngày 9 tháng 3 năm 2011 và "Northern Lights" của How Merry Marry.
Đĩa đơn maxi ca khúc nhân vật đầu tiên được hát bởi Omigawa Chiaki (Maka) và Uchiyama Kōki (Soul) được phát hành vào ngày 6 tháng 8 năm 2008 bởi Aniplex. Đĩa đơn thứ hai của Kobayashi Yumiko (Black Star) và Nazuka Kaori (Tsubaki) được phát hành vào ngày 3 tháng 9 năm 2008, và đĩa đơn thứ ba của Miyano Mamoru (Kid), Watanabe Akeno (Liz) và Takahira Narumi (Patty) được phát hành vào ngày 1 tháng 10 năm 2008. Được sáng tác và sản xuất bởi Iwasaki Taku, hai bản nhạc CD đã được phát hành cho bộ anime Soul Eater. Soul Eater Original Soundtrack 1 được phát hành vào ngày 27 tháng 8 năm 2008 với 20 bài hát và Soul Eater Original Soundtrack 2 được phát hành vào ngày 18 tháng 3 năm 2009 với 22 bài hát của Aniplex. Bài hát chủ đề cho Soul Eater: Monotone Princess là "Soul's Crossing" được hát bởi T.M.Revolution, và được bao gồm trong đĩa đơn "Resonance".

## Đón nhận

### Manga
Soul Eater là bộ manga bán chạy thứ 7 trong năm 2008, với 3.076.351 bản được bán ra. Tính đến tháng 10 năm 2012, manga đã có hơn 13 triệu bản lưu hành. Tính đến tháng 4 năm 2018, manga đã bán được 18,2 triệu bản trên toàn thế giới. Tính đến tháng 7 năm 2019, manga đã có 19,6 triệu bản lưu hành.
Trong bài đánh giá của mình về tập đầu tiên, Danielle Leigh của Comic Book Resources đã viết rằng nó thật "phong cách và vui nhộn", tán thành khi so sánh nghệ thuật của Ōkubo có sự tương đồng với The Nightmare Before Christmas và The Corpse Bride của Tim Burton, những tác phẩm được coi là kết hợp khá tốt với các tác phẩm ma quái của người Anh-Mỹ và những huyền thoại kinh dị như Jack the Ripper và Frankenstein. Tuy nhiên, bà đã chỉ trích bộ truyện vì sử dụng quá nhiều fanservice và cho rằng nó có sự không phù hợp tồi tệ với phong cách minh họa theo "định hướng rập khuôn, với sự rất thiếu chiều sâu". Penny Kenny của Manga Life, đã cho tập đầu tiên là "B+". Kenny ca ngợi bộ truyện vì những cảnh hành động và phong cách nghệ thuật đa dạng, nhận xét rằng các khung mẫu của nó "có thể được lấy từ Blade of the Immortal, trong khi một số khác rất giống Yu-Gi-Oh", và một số khác "có cùng độ nhạy cảm như The Nightmare Before Christmas" của Tim Burton, nói thêm rằng Ōkubo sử dụng "sự pha trộn tốt các phong cách thiết kế của hành động tiêu chuẩn, truyện tranh, kinh dị và hòa quyện vào nhau một cách đáng kinh ngạc". Julian Gnam của Otaku USA đã ca ngợi các mối quan hệ hợp tác của meister/vũ khí được trình bày trong câu chuyện, nhưng chỉ trích yếu tố fanservice của bộ truyện và cốt truyện nhìn chung là "bình thường" (không có gì đặc sắc), thêm vào đó nó có thể trở nên sáo rỗng với "những người dày dạn kinh nghiệm đọc manga đến phát chán", nói rõ là mặc dù điều này có thể khiến bộ truyện trở nên tạm chấp nhận đối với độc giả thông thường. Nhận xét về tập thứ hai, Chris Zimmerman của Comic Book Bin đã cho nó điểm 7.5 trên 10. Zimmerman khen ngợi bộ truyện vì các pha hành động của nó và viết rằng các thiết kế nhân vật là "chu đáo và sáng tạo", nhưng chỉ trích nó vì thiếu sự phát triển nhân vật, quá ưu tiên chiến đấu ở mỗi chương và làm cho nó y hệt với các bộ shounen khác. Nhận xét hai tập đầu tiên, Shaenon Garrity của About.com đã đưa ra loạt 2 trên 5 sao. Cô ca ngợi bối cảnh của bộ manga, mô tả nó như là một "thế giới Halloween cường điệu với những phần giống như Shaman King, JoJo Bizarre Adventure, và The Nightmare Before Christmas", nhưng tuyên bố rằng "hình ảnh kỳ quái không thể bù đắp cho những nhân vật nhạt nhẽo và câu chuyện ngoằn nghèo". Garrity kết luận rằng sự nổi tiếng của bộ truyện đến từ việc chuyển thể anime của nó, thêm vào đó là "cảm thấy vui nhộn khi nhìn, tươi sáng, sống động và giàu trí tưởng tượng", và ngược lại manga gốc thì "ít thú vị hơn khi ngồi xuống và đọc".

### Anime
Trong Anime Preview Guide năm 2008 của Casey Brienza của Anime News Network đã viết: "Mặc dù Soul Eater không gây ngạc nhiên cho bất cứ ai với cấu trúc cốt truyện kiểu đấu trường tiêu chuẩn, nhưng nó có một phong cách nghiêm túc. Giống như D.Gray-man, nó mang ơn sâu sắc với biểu tượng kỳ ảo gothic bình dị của Tim Burton (nghĩ về Beetlejuice và Nightmare Before Christmas), nhưng loạt phim này, nếu có thể, sẽ thực hiện nó tốt hơn". Jacob Hope Chapman của cùng một trang web mô tả loạt phim là "đen tối nhưng sống động, giàu trí tưởng tượng, ngập tràn niềm vui". James Brusuelas của Animation World Network đã viết một cách tích cực về bộ phim, chỉ rõ; "Anime này biết chính xác nó là gì: vui nhộn! Kết quả: Bộ phim đã lấy tội lỗi ra khỏi ham muốn tội lỗi của bạn ". Holly Ellingwood của activeAnime đã ca ngợi bộ anime và viết rằng "Nó khác biệt, thú vị và bất ngờ ở nhiều ngã rẽ khác nhau. Một phần lớn của sự độc đáo và hồi hộp của nó phải làm với phong cách hoạt hình gốc. Nó hài một cách ngu ngốc nhưng đôi lúc cũng đáng sợ bất chợt. Nó kiểu cách 'từ đầu đến cuối! ". Sandra Scholes của cùng một trang web, đã viết rằng câu chuyện của nó là "đầy hài hước, vui nhộn và hài đen lấy cảm hứng gothic", đồng thời so sánh loạt phim với D.Gray-man và Bleach, và phong cách minh họa của nó với các video của Gorillaz. Scholes kết luận: "Nếu những bộ anime kỳ ảo đen tối này níu lấy bạn thì coi như bạn chưa thấy gì cả - đó là bộ phim giữ khán giả cho đến cuối cùng!". Chris Zimmerman của ComicBookBin đã xếp hạng "A-". Zimmerman đã viết rằng Soul Eater tuân theo các quy ước shōnen của nhiều bộ phim khác, nhưng nó nổi bật nhờ "sự hài hước không ngừng và cảm giác khác thường", ngoài ra còn được studio Bones "thiết kế điện ảnh và hoạt hình đẹp mắt". Trong bài đánh giá A+ về Soul Eater: Meister Collection Blu-ray, Zimmerman đã viết rằng sê-ri "nắm lấy nguồn gốc shonen của nó với những trận đánh hào nhoáng và chủ đề về tình bạn với chất hoạt hình mê hoặc và một dàn nhân vật đầy màu sắc từ cực kỳ nghiêm túc đến vô nghĩa ".
Jason Green của Anime News Network, đã viết rằng bộ phim "khám phá khái niệm áp đặt của các vị thần chết trong một tông điệu ít Death Note hơn và nhiều Gurren Lagann hơn". Green đã chỉ ra các nguồn tham khảo phương Tây được trình bày trong sê-ri, với các nhân vật được đặt tên theo Jack the Ripper, The Blair Witch Project, Al Capone, Syd Barrett và Frankenstein. Paul Champan của Otaku USA cũng lưu ý đến ảnh hưởng phương Tây của loạt phim, như đã thấy trong phần trình bày về phù thủy và quái vật, nó tán thành với các bộ phim kinh dị của Mỹ và các kiến trúc và địa điểm khác nhau. Về tập cuối của bộ anime, Chapman đã viết: "Phần kết luận và hồi kết của anime Soul Eater là đầy đủ. Đoạn kết có thể không nguyên bản, nhưng nó mang lại cho tôi mọi thứ tôi cần phải hài lòng và nó mang lại cho tôi cảm giác ấm áp khi nhìn thấy các nhân vật mà tôi quan tâm đã đạt được kết quả xứng đáng". Champan kết luận rằng "Soul Eater là một bổ sung vững chắc cho bộ sưu tập của bất kỳ người hâm mộ anime nào thích hành động anh hùng với hương vị nham hiểm và rùng rợn pha trộn".  Serdar Yegulalp của About.com, nói rằng tập cuối loạt phim "giải phóng một số hành động quy mô rộng lớn lộng lẫy một cách vô lý khai thác từ những câu chuyện robot khổng lồ như Gurren Lagann hoặc Evangelion".
Viết cho tờ Los Angeles Times, Charles Solomon đã xếp bộ phim này là phim hoạt hình hay thứ sáu trong "Top 10" của mình. Serdar Yegulalp của ThoughtCo., liệt kê Soul Eater vào "Khóa học dành cho người mới" của ông. Viết cho Crunchyroll, Kara Dennison đã đưa Soul Eater vào danh sách "Top 5 Anime Kinh dị cho Bữa tiệc Halloween của bạn". Stephanie Donaldson và Jacki Jing của Anime News Network, đã liệt kê bộ phim vào danh sách "5 Anime cần khởi động lại ngay bây giờ!".

## Liên kết ngoại
- Trang web chính thức của Manga Lưu trữ ngày 28 tháng 4 năm 2008 tại Wayback Machine (bằng tiếng Nhật)
- Trang web chính thức của Anime Lưu trữ ngày 11 tháng 9 năm 2019 tại Wayback Machine (bằng tiếng Nhật)
- Soul Eater Lưu trữ ngày 3 tháng 11 năm 2015 tại Wayback Machine tại TV Tokyo (bằng tiếng Nhật)
- Soul Eater: Trang web chính thức của trò chơi video Công chúa Monotone (bằng tiếng Nhật)
- Soul Eater: Plot of Medusa trang web trò chơi video chính thức (bằng tiếng Nhật)
- Soul Eater: Trang web chính thức của trò chơi điện tử Battle Resonance (bằng tiếng Nhật)
- Soul Eater tại Funimation
- Soul Eater (manga) tại từ điển bách khoa của Anime News Network